# Williamina Flemingová
Williamina Flemingová, celým jménem a v nepřechýlené podobě Williamina Paton Stevens Fleming (15. května 1857 – 21. května 1911), byla skotská astronomka působící ve Spojených státech. Během své kariéry pomohla vyvinout společný systém označení hvězd a katalogizovat tisíce hvězd. Známá je mimo jiné svým objevem mlhoviny Koňská hlava v roce 1888.

## Život

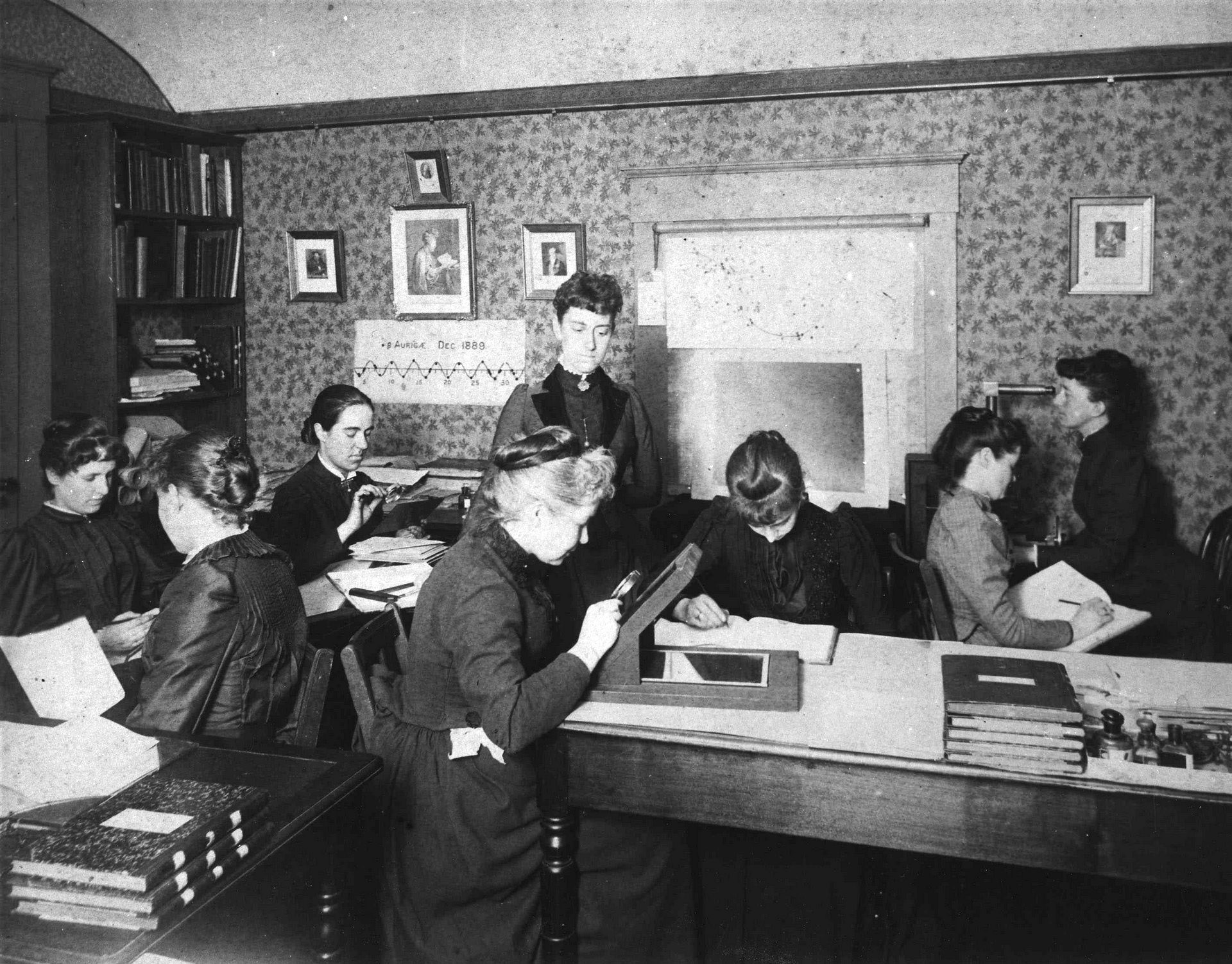
Skupina Harvardských počtářek. Kromě Flemingové k ní patřily například Henrietta Swan Leavittová, Annie Jump Cannonová a Antonia Mauryová

Williamina Paton Stevens se narodila ve skotském Dundee 15. května 1857 Mary Walkerové a Robertu Stevensovi, řezbáři a zlatníkovi. Tam se také v roce 1877 provdala za Jamese Orra Fleminga, účetního a vdovce, rovněž z Dundee. Krátce pracovala jako učitelka než pár v jejích 21 letech emigroval do Bostonu ve státě Massachusetts v USA. Pár měl jednoho syna, Edwarda P. Fleminga.
Poté, co ji a syna manžel opustil, pracovala jako služebná v domě profesora Edwarda Charlese Pickeringa, který byl ředitelem observatoře Harvardovy univerzity (anglicky Harvard College Observatory). Na doporučení své manželky v roce 1879 Pickering Flemingovou najal, aby v observatoři na částečný úvazek vykonávala administrativní práce. V roce 1881 ji Pickering vyzval, aby se formálně připojila k HCO, a naučil ji, jak analyzovat hvězdná spektra. Stala se jednou z členek Harvardských počtářek, výhradně ženské skupiny počtářek najatých Pickeringem.
Později vyvinula systém pro klasifikaci hvězd podle relativního množství vodíku pozorovaného v jejich spektrech, známý jako systém Pickering-Fleming. Hvězdy vykazující vodík jako nejhojnější prvek byly klasifikovány jako A; hvězdy s vodíkem jako druhým nejhojnějším prvkem B atd.
Jako výsledek práce týmu počtářek vydala HCO v roce 1890 první Henry Draper Catalogue, katalog s více než 10 000 hvězdami klasifikovanými podle jejich spektra. Většinu těchto klasifikací provedla Flemingová.
V roce 1898 byla, jako první žena v této funkci, jmenována kurátorkou astronomických fotografií na Harvardu.
Zemřela na zápal plic v Bostonu dne 21. května 1911.

## Objevy

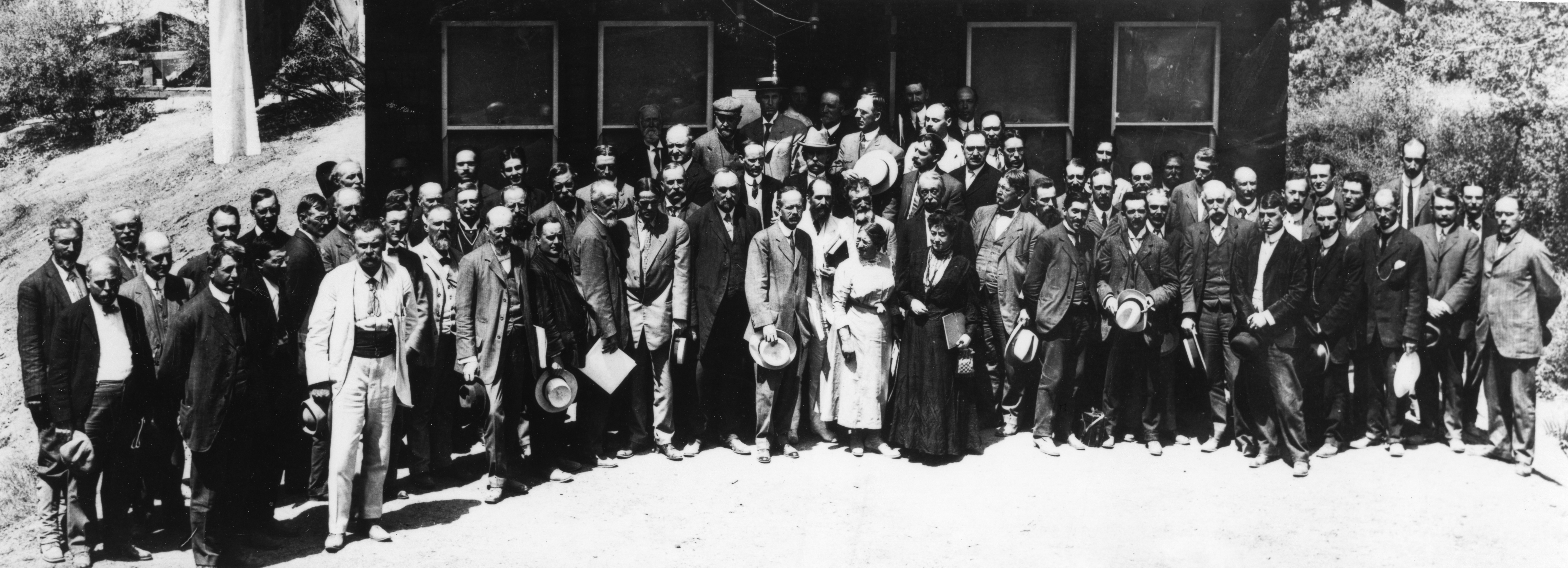
Williamina Flemingová na astronomické konferenci v roce 1910

Během své kariéry Flemingová objevila celkem 59 plynných mlhovin, více než 310 proměnných hvězd a 10 nov.
Jejím nejvýznamnějším objevem bylo, když v roce 1888 zjistila na fotogrammetrické desce vyvořené astronomem Williamem H. Pickeringem, bratrem E. C. Pickeringa, mlhovinu Koňská hlava. Popsala jasnou mlhovinu, která má „5 minut v průměru 30 minut jižně od Zeta Orionis“. Následující odborné publikace opomněly Flemingové objev připsat. První Dreyer Index Calague vynechal její jméno ze seznamu přispěvatelů. V době, kdy byl v roce 1908 vydán druhý Dreyer Index Catalogue, však již byly Flemingová a její kolegyně z HCO dostatečně známé a za své objevy získaly odpovídající ocenění.
Flemingové je také připisován objev prvního bílého trpaslíka. Svůj objev bílých trpaslíků publikovala v roce 1910.
Další významné publikace zahrnují Photographic Study of Variable Stars (1907), seznam 222 proměnných hvězd, které objevila; a Spectra and Photographic Magnitudes of Stars in Standard Regions (1911).

## Ocenění
- Členka americké astronomické a astrofyzikální společnosti a francouzské astronomické společnosti
- V roce 1906 se jako první Američanka stala čestnou členkou Královské astronomické společnosti v Londýně
- Měsíční kráter Fleming byl pojmenován po ní a nikoliv po (blízce příbuzném) Alexandru Flemingovi, objeviteli penicilinu.